# The Lovebirds
The Lovebirds is een Amerikaanse actie-komedie uit 2020 onder regie van Michael Showalter. De hoofdrollen worden vertolkt door Kumail Nanjiani en Issa Rae.

## Verhaal
Jibran en Leilani waren ooit erg verliefd op elkaar, maar inmiddels heeft hun relatie een dieptepunt bereikt. Ze staan op het punt uit elkaar te gaan wanneer ze zonder het goed te beseffen bij een gruwelijke moord betrokken geraken. Uit vrees dat de politie hen niet als ooggetuigen maar als de daders van de moord zal beschouwen, besluiten ze te vluchten en het moordmysterie zelf te ontrafelen. Ondanks hun liefdesbreuk worden ze zo gedwongen elkaar te vertrouwen en te steunen.

## Rolverdeling
| Acteur               | Personage        |
| -------------------- | ---------------- |
| Kumail Nanjiani      | Jibran           |
| Issa Rae             | Leilani          |
| Paul Sparks          | Moustache        |
| Anna Camp            | Edie             |
| Nicholas X. Parsons  | Bicycle          |
| Kyle Bornheimer      | Brett            |
| Moses Storm          | Steve            |
| Barry Rothbart       | Mr. Hipster      |
| Catherine Cohen      | Mrs. Hipster     |
| Andrene Ward-Hammond | Detective Martin |
| Mahdi Cocci          | Keith            |
| Jaren Mitchell       | Bobby            |
| Betsy Borrego        | Reya             |

## Productie
In januari 2019 raakte bekend dat Kumail Nanjiani en Issa Rae de hoofdrol zouden vertolken in de romantische actiekomedie The Lovebirds van regisseur Michael Showalter en Paramount Pictures. Diezelfde maand werd ook de casting van Anna Camp bekendgemaakt. Nanjiani en Showalter hadden eerder ook al samengewerkt aan de romantische komedie The Big Sick (2017). De opnamen gingen in januari 2019 van start in New Orleans en eindigden een maand later.

## Release
Oorspronkelijk zou de film in maart 2020 op South by Southwest in première gaan, maar het festival werd vanwege de coronapandemie geannuleerd. Ook de Amerikaanse bioscooprelease, die voor april 2020 was gepland, werd vanwege de pandemie geannuleerd. In maart 2020 raakte bekend dat Paramount Pictures de distributierechten verkocht had aan streamingdienst Netflix.
The Lovebirds ging op 22 mei 2020 in première op Netflix.